# Броан, Мадлен
Мадлен-Эмили Броан (фр. Madeleine-Émilie Brohan; 1833—1900) — французская театральная актриса

 XIX века.

## Биография
Мадлен Броан родилась в 1833 году в Париже. Дочь Огюстины Сюзанны Броан (1807—1887), пользовавшейся в своё время известностью в театральных кругах; младшая сестра Жозефины-Фелисите-Огюстины Броан, также посвятившей свою жизнь театру.

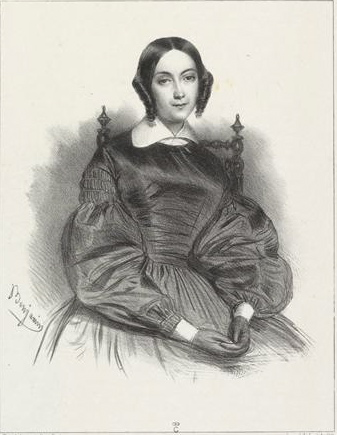
Мадлен Броан

В 1850 году дебютировала на сцене Комеди Франсэз (где уже 12 лет выступала её старшая сестра) и обратила на себя внимание не столько своим артистическим талантом, сколько своей необычайной красотой и грацией.
Согласно «ЭСБЕ» в драмах, «рисующих современные нравы, её талант обнаруживался сильнее, чем в других сценических произведениях».
В 1854 году Мадлен Броан вышла замуж за писателя и романиста Марио Ушара (1824—1893), с которым впоследствии развелась.
В 1856—1858 годах играла на сцене Михайловского театра в Санкт-Петербурге.
Мадлен-Этель Броан умерла в 1900 году в родном городе.